# David Kellogg Lewis
David Kellogg Lewis, född 28 september 1941 i Oberlin i Ohio, död 14 oktober 2001 i Princeton i New Jersey, var en amerikansk analytisk filosof, som blev känd för sina teorier om modalrealism och möjliga världar, men verkade inom flera områden, som språkfilosofi, medvetandefilosofi, metafysik, epistemologi och logik.
David Kellogg Lewis föddes i Ohio som son till en lärare i statsvetenskap och medeltidens historia. Han studerade i USA och för Iris Murdoch vid Oxford University, där han även åhörde föreläsningar av Gilbert Ryle, H.P. Grice, P.F. Strawson, och J.L. Austin. Det var i Oxford han beslutade sig för att ägna sig åt filosofi. 1967 doktorerade han vid Princeton University under W.V.O. Quine.
Lewis första viktigare arbete var Convention: A Philosophical Study (1969), i vilken han använde spelteori för att studera sociala konventioner. Enligt Lewis har sociala konventioner uppstått som lösning på koordinationsproblem. I boken Counterfactuals (1973) undersöker han kontrafaktiska konditionaler i termer av möjliga världar, och i On the Plurality of Worlds (1986) försvarar han modalrealismen.